# Aboulfaz Eltchibeï
Vous pouvez aider à l'améliorer ou bien discuter des problèmes sur sa page de discussion.
- Il ne cite pas suffisamment ses sources. Vous pouvez indiquer les passages à sourcer avec {{référence nécessaire}} ou {{Référence souhaitée}}, et inclure les références utiles en les liant aux notes de bas de page. (Marqué depuis avril 2024)
- Certaines informations devraient être mieux reliées aux sources mentionnées dans la bibliographie ou les liens externes. Améliorez sa vérifiabilité en les associant par des références. (Marqué depuis avril 2024)

- Archive Wikiwix
- Bing
- Cairn
- DuckDuckGo
- E. Universalis
- Gallica
- Google
- G. Books
- G. News
- G. Scholar
- Persée
- Qwant
- (zh) Baidu
- (ru) Yandex
- (wd) trouver des œuvres sur Wikidata

Aboulfaz Eltchibeï  (en azéri : Əbülfəz Qədirqulu oğlu Elçibəy ; en turc : Ebulfez Elçibey ; en russe : Абульфаз Эльчибей, aussi translittéré en Abülfaz Eltchibeï) (24 juin 1938—22 août 2000) est un homme d'État azerbaïdjanais, ancien président d'Azerbaïdjan entre juin 1992 et juin 1993.

## Biographie
Son nom de famille était à l'origine Aliev, mais il n'était pas apparenté avec Heydar et Ilham Aliyev. Lors de l'époque soviétique, il mène des activités anti-communistes et change son nom en Aboulfaz Eltchibeï.
Il est élu président le 7 juin 1992 en tant que candidat du Front populaire d'Azerbaïdjan' et avec 64 % des voix. Il devient le premier président non-communiste de l'Azerbaïdjan. Le pays est alors en train de perdre la guerre qui l'oppose à l'Arménie sur le Haut-Karabagh. Eltchibeï renvoie le puissant commandant militaire Surat Hüseynov dans sa région de Gandja en lui reprochant ses échecs militaires.
Cette décision n'améliore pas les résultats militaires azerbaïdjanais et Eltchibeï doit même décréter l'état d'urgence le 3 avril 1993 après la prise de la ville de Kelbadjar par les troupes arméniennes.
Une alliance se forme entre Heydar Aliyev, le président du Parlement azerbaïdjanais et ancien général du KGB, et Surat Hüseynov pour évincer Eltchibeï. L'arrivée des miliciens armés de Hüseynov dans la capitale Bakou le contraint à fuir en exil le 7 juin 1993 dans sa région du Nakhitchevan et à abandonner la présidence à Heydar Aliyev, Hüseynov obtenant le poste de Premier ministre.
En 1997, Eltchibeï revient à Bakou pour reprendre sa carrière politique et commence par critiquer le président Aliyev. Il est jugé en 1999 pour avoir dénoncé le soutien qu'Aliyev apporte au PKK, mais le procès se termine par un non-lieu. Eltchibeï quitte le pays pour aller mourir à Ankara en Turquie, d'un cancer de la prostate. Eltchibeï a toujours été proche politiquement de la Turquie.